# Atlanta Motor Speedway

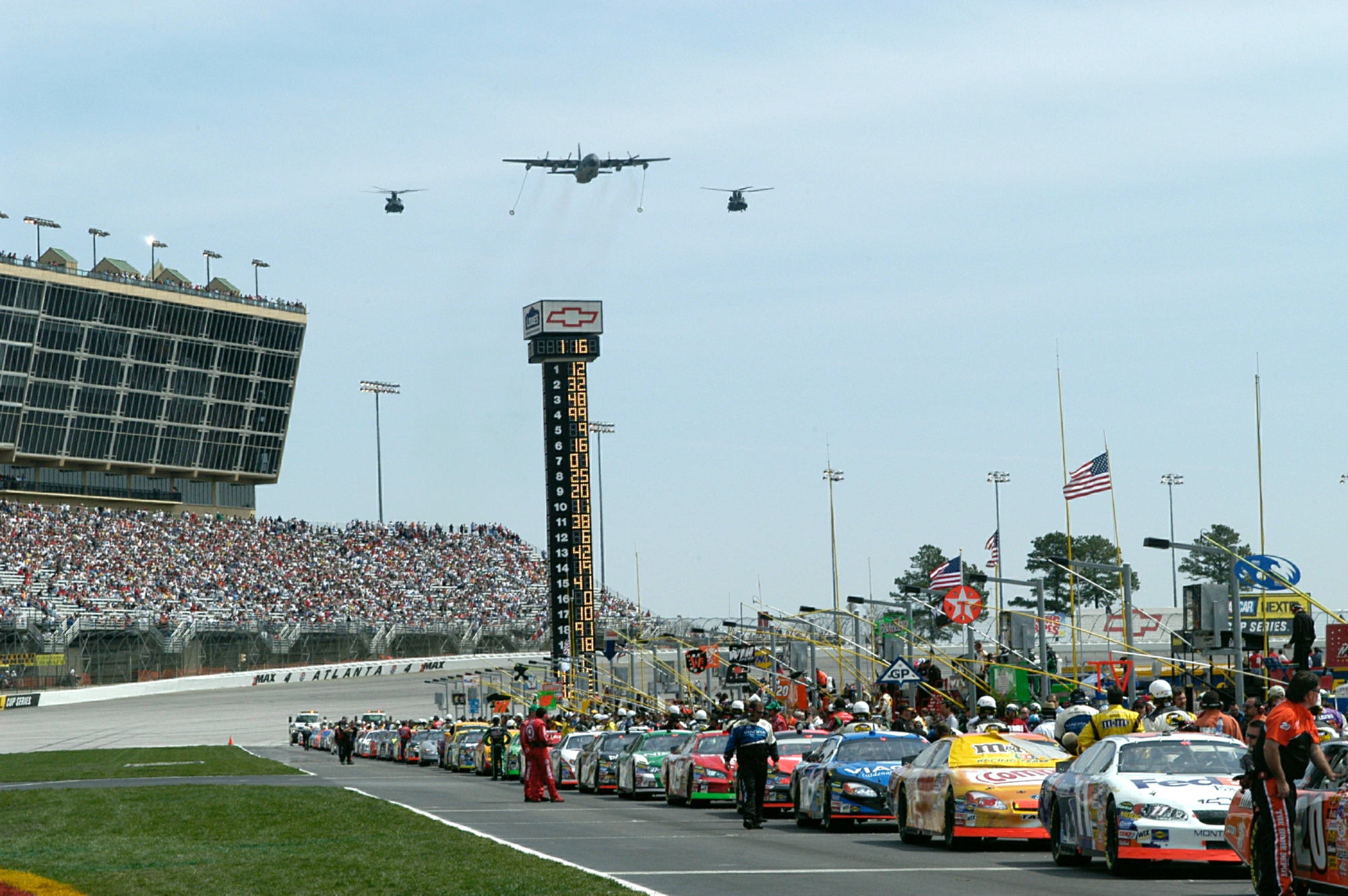
Atlanta Motor Speedway.

De Atlanta Motor Speedway is een racecircuit gelegen in Hampton in de Amerikaanse staat Georgia, ongeveer 32 kilometer ten zuiden van Atlanta. Het is een ovaal circuit met een lengte van 1,54 mijl (2,48 km). De bouw startte in 1958 en twee jaar later werd het voor de eerste keer gebruikt onder de naam Atlanta International Raceway. Momenteel worden er onder meer races gehouden uit de NASCAR Nationwide Series, de NASCAR Sprint Cup en de Camping World Truck Series. Tussen 1979 en 1983 werden er Champ Car races gehouden en tussen 1999 en 2001 werden er Indy Racing League races gehouden. In 1965, 1966 en 1978 werd er een IndyCar race gehouden, georganiseerd door de United States Automobile Club.

## Winnaars op het circuit
Winnaars op het circuit voor een race uit de United States Automobile Club kalender.
| Jaar | Rijder            |
| ---- | ----------------- |
| 1965 | Johnny Rutherford |
| 1966 | Mario Andretti    |
| 1978 | Rick Mears        |

Winnaars op het circuit voor een race uit de Champ Car kalender.
| Jaar     | Rijder            |
| -------- | ----------------- |
| 1979     | Johnny Rutherford |
| 1979 (2) | Johnny Rutherford |
| 1979 (3) | Rick Mears        |
| 1981     | Rick Mears        |
| 1981 (2) | Rick Mears        |
| 1982     | Rick Mears        |
| 1983     | Gordon Johncock   |

Winnaars op het circuit voor een race uit de Indy Racing League kalender.
| Jaar | Rijder      |
| ---- | ----------- |
| 1998 | Kenny Bräck |
| 1999 | Scott Sharp |
| 2000 | Greg Ray    |
| 2001 | Greg Ray    |